# Alto Garças
Pour les articles homonymes, voir Alto (toponyme).
Alto Garças est une ville brésilienne de l'État du Mato Grosso. Sa population était estimée à 9 132 habitants en 2007. La municipalité s'étend sur 3 660 km2.

## Maires
| Période | Période | Identité        | Étiquette | Qualité |
| ------- | ------- | --------------- | --------- | ------- |
| 2009    | 2012    | Roland Trentini | DEM       |         |